# Hałyniec (stacja kolejowa)
Hałyniec (biał. Галынец; ros. Голынец) – stacja kolejowa w miejscowości Hałyniec, w rejonie mohylewskim, w obwodzie mohylewskim, na Białorusi. Położona jest na linii Osipowicze - Mohylew - Krzyczew.